# Nymphon megacheles
Nymphon megacheles is een zeespin uit de familie Nymphonidae. De soort behoort tot het geslacht Nymphon. Nymphon megacheles werd in 1988 voor het eerst wetenschappelijk beschreven door Child. 